# Aegosoma kusamai
Aegosoma kusamai är en skalbaggsart som först beskrevs av Komiya 1999. Aegosoma kusamai ingår i släktet Aegosoma och familjen långhorningar.
Artens utbredningsområde är Myanmar. Inga underarter finns listade i Catalogue of Life.